# 匈奴

匈奴

匈奴の版図（紀元前250年）

匈奴（きょうど、簡体字中国語: 匈奴、拼音: Xiōngnú ションヌゥ、広東語: hung1 、nou4　、英:Xiongnu）は、古代中国の文献によると、紀元前3世紀から紀元1世紀後半まで、東部のユーラシア・ステップに住んでいた遊牧民の部族連合体である。紀元前209年以降、最高指導者であった冒頓単于が匈奴帝国を建国したと中国の文献に記されている。
紀元前2世紀、それまでのライバルであった月氏が西の中央アジアに移住すると、匈奴はモンゴル高原を中心とした東アジアのステップ地帯で圧倒的な勢力を持つようになった。匈奴は、現在のシベリア、内モンゴル、甘粛、新疆などでも活動した。東南に隣接する中国の王朝との関係も複雑で、平和な時代、戦争、隷属の時代とさまざまな時代を繰り返した。その結果、匈奴は漢に敗れ、連合体は二つに分裂し、多くの匈奴が漢の国境内に強制的に移住させられた。十六国時代には「五胡」の一人として、中国北部に前趙、後夏などいくつかの王朝を建てた。
匈奴をユーラシア大陸西部のステップの後発集団と同一視する試みは一時期論議を呼んだが、西側にはスキタイ人やサルマティア人が同時存在していたため、考古遺伝学にはフン族との交流や関連が確認されている。匈奴の中核となる民族の正体については、中国の文献には称号や人名を中心とした少数の単語しか残されていないため、さまざまな仮説が唱えられてきた。匈奴の名称はフン族やフナ族の名称と同根である可能性  もあるが、これには異論がある。その他、イラン語、   モンゴル語、 トルコ語、  ウラル語、 エニセイ語、多民族などの言語的なつながりが提案され、いずれも異論がある。

## 名称

### 語源
「匈奴」という名称は彼らの自称した（もしくは他称された）民族名の音訳と考えられており、その語源については諸説ある。
- 葷粥（くんいく）の古代音「ヒュエンツュク」からきているとする説[18]。
- 「匈奴（Chiung-nu）」という名称はその始祖である「淳維（中国語版）（Chiun-yü）」からきているとする説[注釈 2]。ただし司馬遷『史記』卷110『匈奴列伝』の説に従えば、四方に住む全ての異民族は華夏の苗裔となる[19]。
- 「匈」「奴」ともに漢語における悪字で、匈は胸に通じ「匈匈」は喧騒・騒乱を意味する、奴も下に見た呼び方で、「匈奴」は騒乱を起こす連中の意、これを周・春秋戦国時代の北方民族の音写「葷粥」「胡貉」「昆夷」「玁狁」に当てたとする説[20]。
- 匈奴という族名はそのトーテム獣の名称であり、ノヨン・オール（ノイン・ウラ）匈奴王侯墳出土の縫込刺繍毛織物に見られる豕形奇獣がそうではないかとする説[17]。

また、漢文史書に出てくる「匈奴河水」という河川名が匈奴の語源なのか、匈奴が割拠していたからついた河川名なのかは不明である。

### 読み
現在、「匈奴」は中国語（普通話、北京官話）では「ションヌゥ（拼音: Xiōngnú）」、日本語の漢音で「きょうど」と読まれている。そして、中国史における呼称の例に倣い、現代の非漢字圏における呼称も普通話に準じてXiongnuと表記するのが一般である。しかし、中国語音韻学の研究によれば、前漢代における「匈奴」の発音は、各地の現在の発音とは大きく異なっていたと考えられている。まず、中国語音韻学の知見に基づく古典的な推定音の代表的なものを下に記す。
| 研究者       | カールグレン | 王力       | 李方桂       |
| ------------ | ------------ | ---------- | ------------ |
| 発音記号     | xi̯uŋ no      | xioŋ na    | hjuŋ naɡ     |
| カタカナ近似 | ヒュン・ノ   | ヒョン・ナ | ヒュン・ナグ |

しかし、上述のように、「匈奴」はあくまで漢代の人による漢字音写であることから、漢字の推定音がそのまま彼らの発音ではない。この点、中国語音韻学の研究と相前後して、歴史学者は様々な観点を加味して、「匈奴」がどのような発音を記していたのか（漢語の音写元となる発音）を考察している。
- チェコスロバキアのG.Haloun（英語版）は古代中国語ではxbron-noであったとした。
- 白鳥庫吉は「奴（ヌ・ド）」の字が古代中国では「ナ」と発音されHu-na、Hun-naであったとした[22]。
- 桑原隲蔵はHunniであったとした[23]。
- 内田吟風は、ほぼflōŋ-nahであったとし、4世紀にヨーロッパを席巻したフンを指す古代ギリシア語の「Φροῦνοι」と関連し、五胡十六国時代のタリム盆地などにおいてソグド人が前趙の匈奴人を「フン」と呼んでいたこと[注釈 3]と合わせ、「匈奴」の古代音は「フン」ないし「フルノイ」に近いものであったとした[25]。

その他、ヨーロッパ・ソビエト連邦の学者によって断片的に様々な論考がなされた。
「フンナ（Hun-na）」説に関しては、前述ソグド人による呼称、現代モンゴル語で人間を表す単語が「フンニー（モンゴル語: хүний, ラテン文字転写: Khünii）」であることなどから、18世紀以降から現代に至るまで直接的に同一視するものから一部に関連があったとするものまで、匈奴とフン族を結び付ける様々な説（フン＝匈奴説）が提唱されているが、決定的な見解は未だ出ていない。

## 起源

### 史書による起源
史書における記述としては、『戦国策』、『山海経』、周代の詔勅文書を集めた『逸周書』（いずれも戦国時代末期～前漢初期の成立）に匈奴の名が登場する。直接的な言及は、『戦国策』・燕策・燕太子丹質于秦に登場するのが最も早期のため、仮託した記述としては、『逸周書』・王会篇・湯四方献令に殷周の初めに犬やラクダ、馬、白玉、良弓を貢献する民族という記述がある。

### 考古学による起源
スキタイは近年、東方起源説が有力になっている。墳墓の出土品（金製品など）から漢（中国）－匈奴（ブリャーチャ）－サルマタイ（西北カフカス）の間に交易が行われていたとされる。

## 歴史

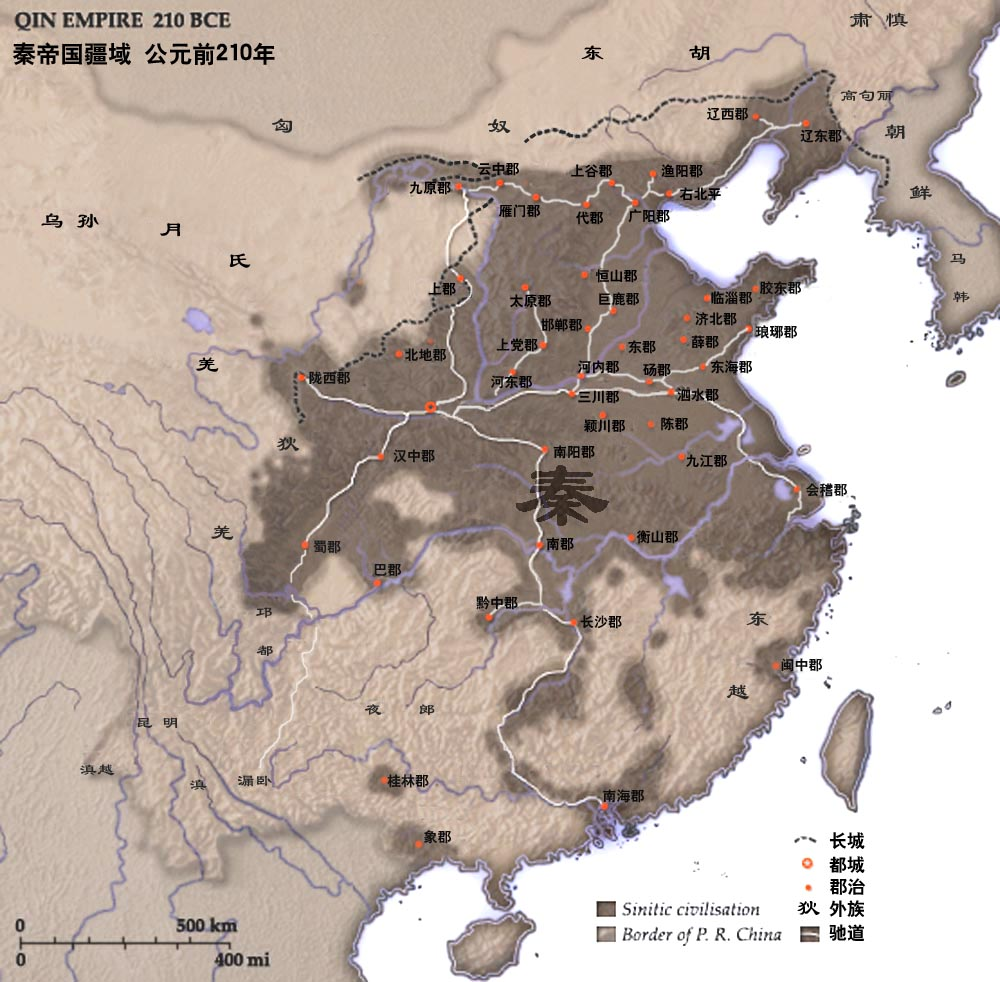
紀元前210年、匈奴（上部）と秦。

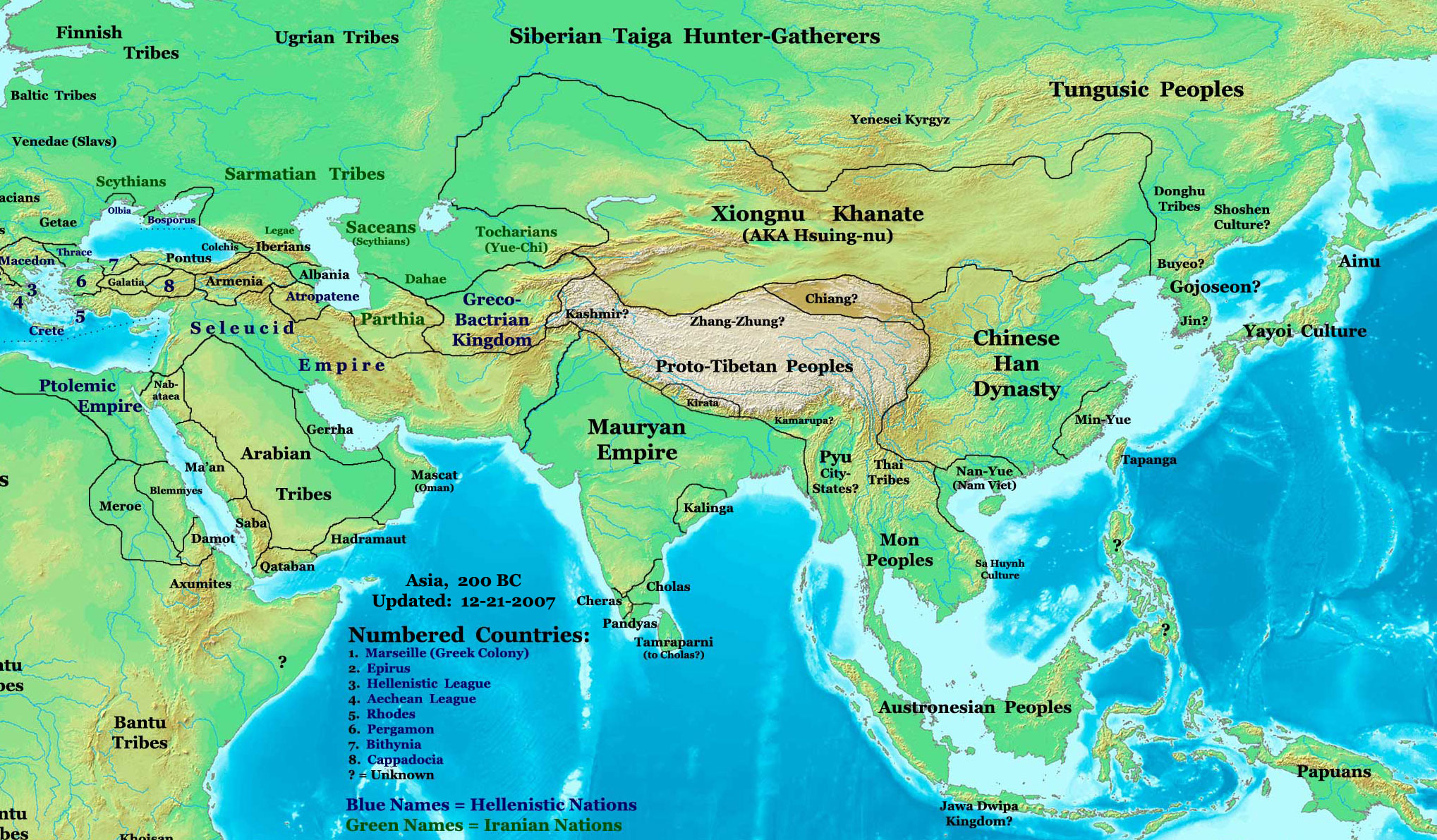
紀元前2世紀、匈奴の最大版図とその周辺国。Xiongnu khanate＝匈奴、Chinese Han Dynasty＝前漢、Greco-Bactrian Kingdom＝グレコ・バクトリア王国、Mauryan Empire＝マウリヤ朝、Seleucid Empire＝セレウコス朝

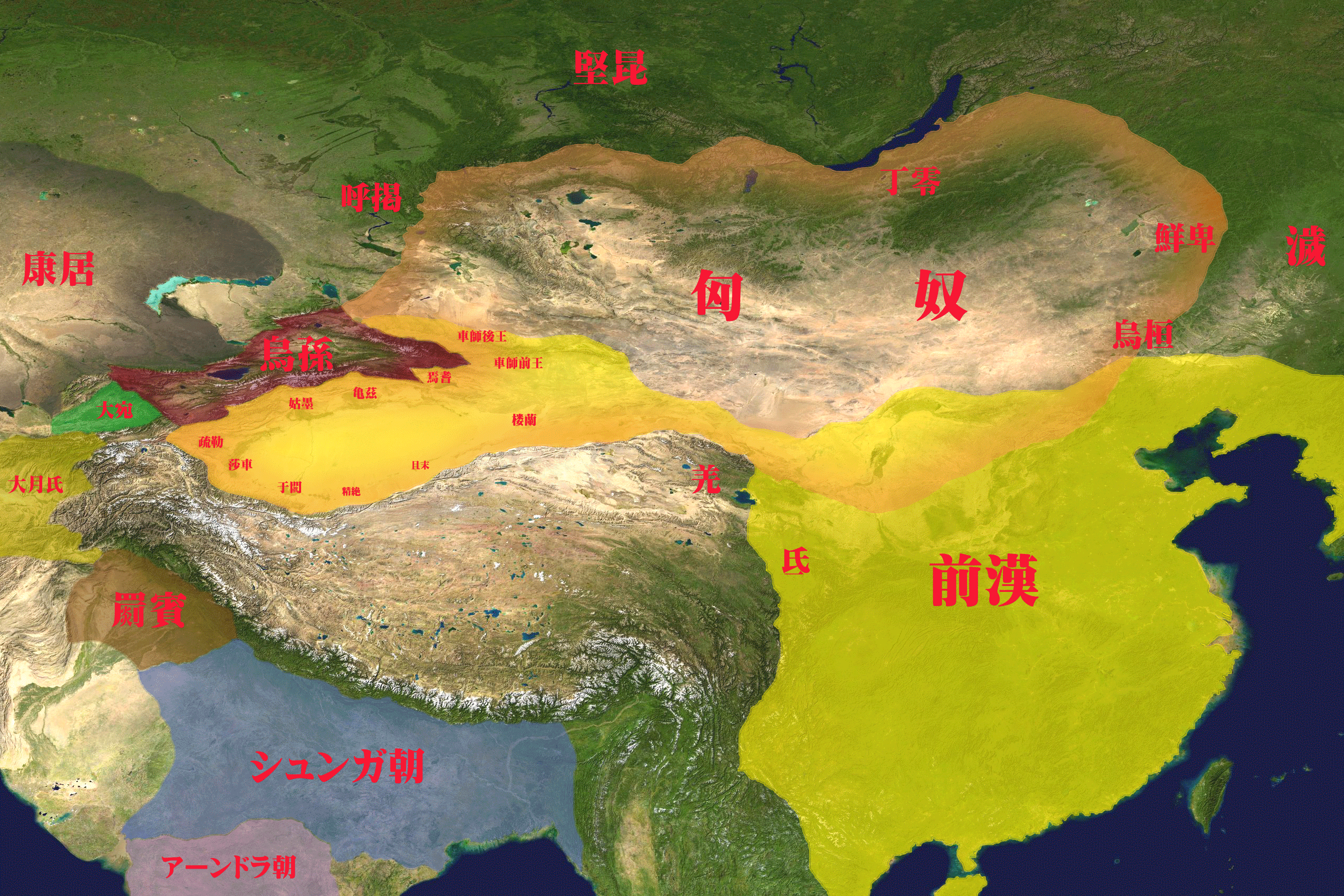
紀元前2世紀、匈奴とその周辺国。

### 戦国時代
紀元前318年、匈奴は韓、趙、魏、燕、斉の五国と共に秦を攻撃したが、五国側の惨敗に終わった。
趙の孝成王（在位：前265年 - 前245年）の代、「単于」（ぜんう）の匈奴軍は代の雁門で、将軍の李牧率いる趙軍に撃破された。

### 頭曼と冒頓
紀元前215年、匈奴は将軍の蒙恬率いる秦軍の攻撃を受け、河南の地（オルドス地方）から駆逐されると共に、秦は長城を修築して北方騎馬民族の侵入を防いだ。単于の頭曼は始皇帝および蒙恬の存命中に中原へ侵入できなかったものの、彼らの死（前210年）によって再び黄河を越えて河南の地を取り戻すことができた。ある時、頭曼は太子である冒頓を西の大国である月氏へ人質として送った。しかし、頭曼は冒頓がいるにもかかわらず月氏を攻撃し、冒頓を殺させようとした。冒頓は命からがら月氏から脱出して本国へ帰国すると、自分に忠実な者だけを集めて頭曼を殺害し、自ら単于の位についた。
単于となった冒頓は東の大国である東胡に早速侵攻してその王を殺し、西へ転じて月氏を敗走させ、南の楼煩、白羊河南王を併合した。さらに冒頓は楚漢戦争中の中原へも侵入し、瞬く間に大帝国を築いていった。

### 白登山の戦い
冒頓が北の渾庾、屈射、丁零、鬲昆、薪犁といった諸族を服属させた頃、中原では漢の劉邦が楚漢戦争を終結させて皇帝の座に就いていた（高帝）。紀元前200年に匈奴は馬邑城の韓王信を攻撃し、降伏させることに成功した。匈奴はそのまま太原に侵入し、晋陽に迫った。そこへ高帝率いる漢軍が到着するが、大雪と寒波に見舞われ、多くの兵が凍傷にかかった。冒頓は漢軍をさらに北へ誘い込むべく偽装撤退を行うと、高帝は匈奴軍を追った挙句に白登山へ誘い込まれ、7日間包囲された。高帝は陳平の献策により冒頓の閼氏（えんし：単于の母、妻）を動かして攻撃を思い止まらせその間に逃走した。これ以降、漢は匈奴に対して毎年贈り物を送る条約を結び、低身外交に徹した。

### 西域を支配下に置く
紀元前177年、匈奴の右賢王が河南の地へ侵入し、上郡で略奪を働いた。そのため、右賢王は漢の丞相の灌嬰に討たれた。白登山の一件以来、漢は初めて匈奴に手を出したが、その頃の冒頓は西方侵攻に忙しく、特に咎めることなく、むしろ匈奴側の非を認めている。この時、冒頓は条約を破った右賢王に敦煌付近にいた月氏を駆逐させると共に、楼蘭、烏孫、呼掲および西域26国を匈奴の支配下に収めている。

### 老上単于と中行説
冒頓が死去すると、子の老上単于（在位：前174年 - 前161年）が即位した。漢の文帝（在位：前180年 - 前157年）から公主と貢納品を贈られたが、随員の中には匈奴行きを何度か固辞したが否応なく使節の列に加えられた中行説もいた。中行説は、匈奴へ着くなり漢に背いて老上単于に仕えた。老上単于の相談役となった中行説は、漢への侵攻を促しては漢を苦しめた。

### 形勢の逆転
匈奴で軍臣単于（在位：前161年 - 前127年）が即位し、漢で景帝（在位：前156年 - 前141年）が即位。互いに友好条約を結んでは破ることを繰り返し、外交関係は不安定な状況であったが、景帝は軍事行動を起こすことに抑制的であった。しかし、武帝（在位：前141年 - 前87年）が即位すると攻勢に転じ、元朔2年（前127年）になって楼煩と白羊王は将軍の衛青率いる漢軍に敗北し、河南の地を喪失した。
元狩2年（前121年）、匈奴の休屠王は驃騎将軍の霍去病率いる1万騎の漢軍に敗北。続いて匈奴が割拠する祁連山も霍去病と合騎侯の公孫敖の攻撃を受けた。これによって匈奴は重要拠点である河西回廊を失い、渾邪王と休屠王が漢に寝返ってしまった。さらに元狩4年（前119年）、伊稚斜単于（在位：前126年 - 前114年）は衛青と霍去病の侵攻に遭って大敗し、漠南の地（内モンゴル）までも漢に奪われてしまう。ここにおいて形勢は完全に逆転し、次の烏維単于（在位：前114年 - 前105年）の代に至っては漢から人質が要求されるようになった。
太初3年（前102年）、漢の李広利は2度目の大宛遠征で大宛を降した。これにより、漢の西域への支配力が拡大し、匈奴の西域に対する支配力は低下していくことになる。
その後も匈奴は漢と戦闘を交え、漢の李陵と李広利を捕らえるも、国力で勝る漢との差は次第に開いていった。

### 構成諸族の離反
壺衍鞮単于（在位：前85年 - 前68年）の代になり、東胡の生き残りで匈奴に臣従していた烏桓族が、歴代単于の墓を暴いて冒頓単于に敗れた時の報復をした。壺衍鞮単于は激怒し、2万騎を発して烏桓を討った。
この情報を得た漢の大将軍の霍光は、中郎将の范明友を度遼将軍に任命し、3万の騎兵を率いさせて遼東郡から出陣させた。范明友は匈奴の後を追って攻撃をかけたが、范明友の軍が到着したときには、匈奴は引き揚げていた。そこで、范明友は烏桓が力を失っているのに乗じて攻撃をかけ、6千余りの首級を挙げ、3人の王の首を取って帰還した。
これを恐れた壺衍鞮単于は漢への出兵を控え、西の烏孫へ攻撃を掛け車師（車延、悪師）の地を取った。しかし、烏孫は漢の同盟国であったため、救援要請を受けた漢は五将軍を派遣して匈奴に攻撃を仕掛けた。匈奴の被害は甚大で、烏孫を深く怨むこととなる。その冬、壺衍鞮単于は烏孫を報復攻撃した。しかし、その帰りに大雪に遭って多くの人民と畜産が凍死し、これに乗じた傘下部族の北の丁令、東の烏桓、西の烏孫から攻撃され、多くの兵と家畜を失った。これにより匈奴に従っていた周辺諸国も離反し、匈奴は大きく弱体化した。

### 内紛と呼韓邪単于
漢に対抗できなくなった匈奴は何度か漢に和親を求め、握衍朐鞮単于（在位：前60年 - 前58年）の代にもその弟を漢に入朝させた。しかし一方で、握衍朐鞮単于の暴虐のせいで匈奴内で内紛が起き、先代の虚閭権渠単于の子である呼韓邪単于（在位：前58年 - 前31年）が立てられ、握衍朐鞮単于は自殺に追い込まれた。これ以降、匈奴内が分裂し、一時期は5人の単于が並立するまでとなり、内乱時代を迎える。やがてこれらは呼韓邪単于によって集束されるが、今度は呼韓邪単于の兄である郅支単于が現れ、兄弟が東西に分かれて対立することとなる。呼韓邪単于は内部を治めるため漢に入朝し、称臣して漢と好を結んだ。漢はこれに大いに喜び、後に王昭君を呼韓邪単于に嫁がせた。漢と手を組んだ呼韓邪単于を恐れた郅支単于は康居のもとに身を寄せたが、漢の陳湯と甘延寿によって攻め滅ぼされた。
こうして再び匈奴を統一した呼韓邪単于は漢との関係を崩さず、その子たちもそれを守り、しばらく漢と匈奴の間に平和がもたらされた。

### 王莽の圧力

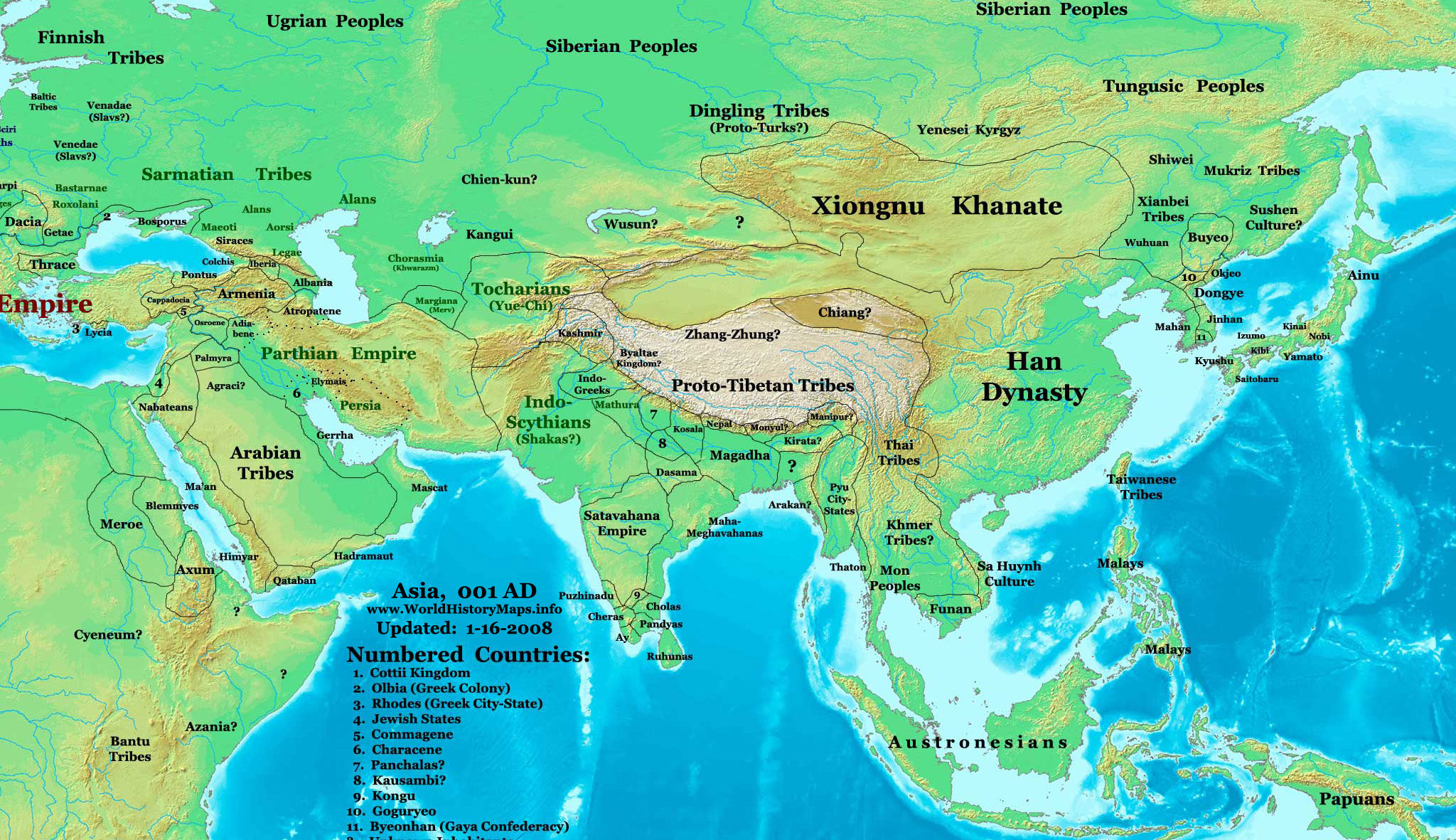
1世紀、匈奴とその周辺国。

烏珠留若鞮単于（在位：前8年 - 後13年）の代、漢では新都侯の王莽が政権を掌握し、最大の権力者となっていた。この頃から漢の匈奴に対する制限が厳しくなり、他国からの人質、投降者、亡命者などの受け容れを禁止する4カ条を突き付けられた。呼韓邪単于以来、漢の保護下に入っていた匈奴はそれを認めるしかなかった。
始建国元年（9年）、王莽が帝位を簒奪、前漢を滅ぼして新を建てた。王莽は五威将の王駿らを匈奴へ派遣し、単于が持っている玉璽を玉章と取り換えさせた。その後、烏珠留若鞮単于は元の玉璽を欲したが、既に砕かれており、戻ってくることはなかった。
翌始建国2年（10年）、西域都護但欽に殺された車師後王須置離の兄である狐蘭支が民衆2千余人を率い、国を挙げて匈奴に亡命した際、王莽による一連の政策に不満を感じていた烏珠留若鞮単于は条約を無視してこれを受け入れた。そして狐蘭支は匈奴と共に新へ入寇し、車師を討って西域都護と司馬に怪我を負わせた。時に戊己校尉史の陳良らは西域の反乱を見て戊己校尉の刁護を殺し、匈奴に投降した。

### 和平の決裂
匈奴で15人の単于を分立させようと考えた王莽は、呼韓邪単于の諸子を招き寄せた。やって来たのは右犁汗王の咸と、その子の登と助の3人で、使者はとりあえず咸を拝して孝単于、助を拝して順単于とした。このことを聞いた烏珠留若鞮単于は遂に激怒し、左骨都侯で右伊秩訾王の呼盧訾、左賢王の楽らに兵を率いさせ、雲中に侵入して新の吏民を大いに殺させた。ここにおいて、呼韓邪単于以来続いた和平は決裂した。
この後、匈奴はしばしば新の辺境に侵入し、殺略を行うようになった。王莽の蛮族視政策は西域にも及んだため、西域諸国は新との関係を絶って、匈奴に従属する道を選んだ。

### 新末後漢初
始建国5年（13年）、烏珠留若鞮単于は即位21年で死去し、王莽によって立てられた孝単于の咸が後を継いで烏累若鞮単于（在位：13年 - 18年）となった。烏累若鞮単于は初め、新と和親を結ぼうとしたが、長安にいるはずの子の登が王莽によって殺されていたことを知り、激怒して侵入略奪を絶えず行うようになった。そこで王莽は王歙に命じて登および諸貴人従者の喪を奉じて塞下に至らせると、匈奴の国号を“恭奴”と、単于を“善于”とそれぞれ改名させた。こうして、烏累若鞮単于は王莽からの金幣を貪る一方、寇盗も従来通り行った。
地皇4年（23年）9月、更始軍が長安を攻め、王莽を殺害、新が滅亡した。更始将軍の劉玄は皇帝に即位し（更始帝）、漢を復興した（更始朝）。匈奴では呼都而尸道皋若鞮単于（在位：18年 - 46年）が即位していたが、新末において匈奴がたびたび辺境を荒らしていたために更始帝が新を倒すことができたと言い始め、更始帝に対して傲慢な態度をとった。しかし、そうしているうちに赤眉軍が長安を攻撃して更始帝を殺害、その赤眉軍も光武帝によって倒されて後漢が成立した。呼都而尸道皋若鞮単于は光武帝に対しても傲慢な態度を取り、遂には自らを冒頓単于になぞらえるようになった。

### 南北分裂
匈奴の漢への侵攻・略奪は日に日に激しくなったが、蒲奴（在位：46年 - ?年）が単于に即位すると、匈奴内で日照りとイナゴの被害が相次ぎ、民の3分の2が死亡するという大飢饉に見舞わされた。漢がこの疲弊に乗じて攻めてくることを恐れた蒲奴は、使者を漁陽まで派遣して和親を求めた。
時に右薁鞬日逐王の比（ひ）は南辺八部の大人（たいじん：部族長）たちに推戴され、呼韓邪単于（本当の単于号は醢落尸逐鞮単于）と称して南匈奴を建て、独立すると共に漢を味方につけた。南匈奴は北匈奴の単于庭（本拠地）を攻撃し、蒲奴を敗走させた。これにより蒲奴の権威は失墜し、その配下の多くが南匈奴へ流れて行った。

### 北匈奴の滅亡

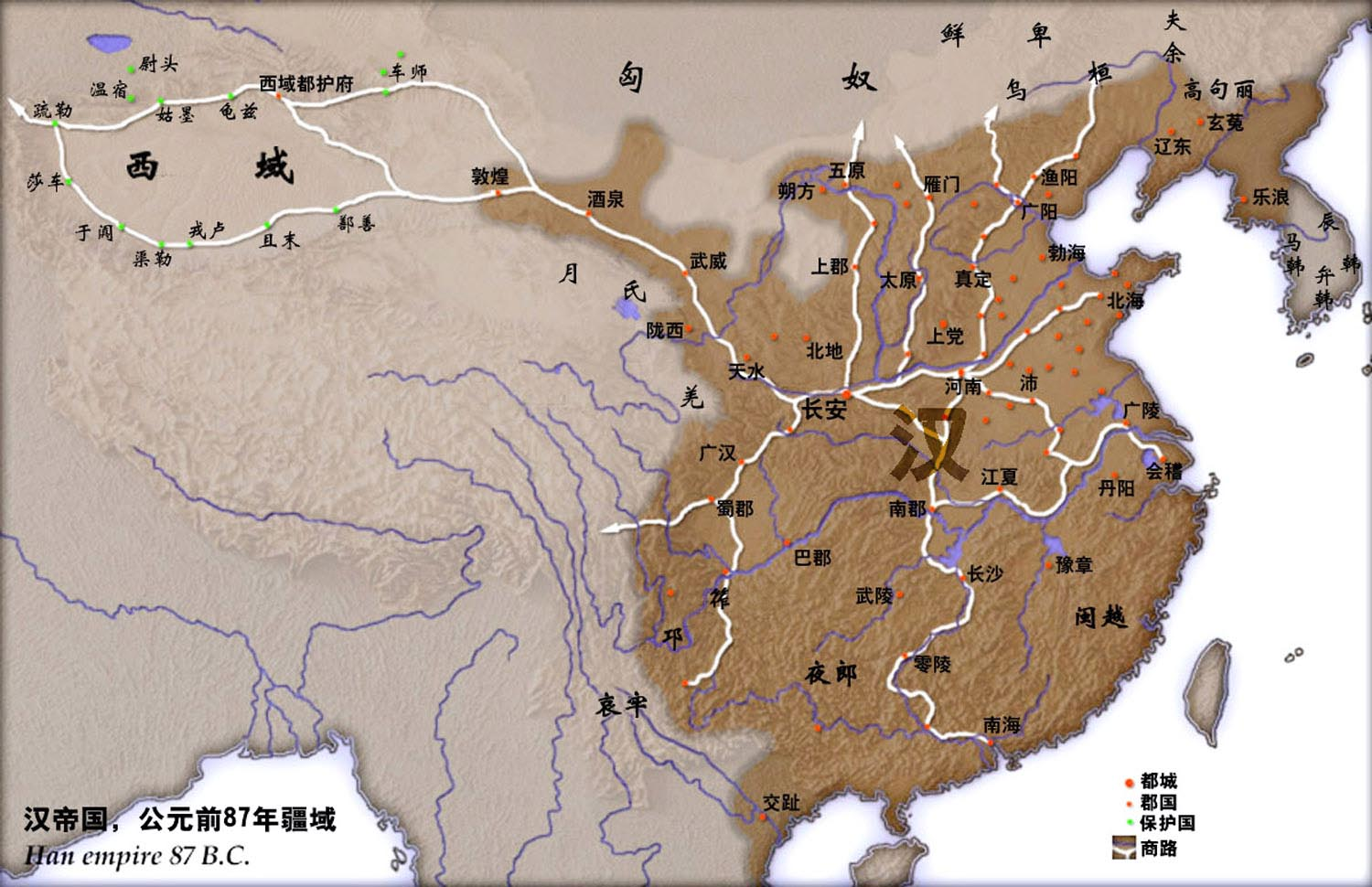
87年、匈奴と前漢（汉）。

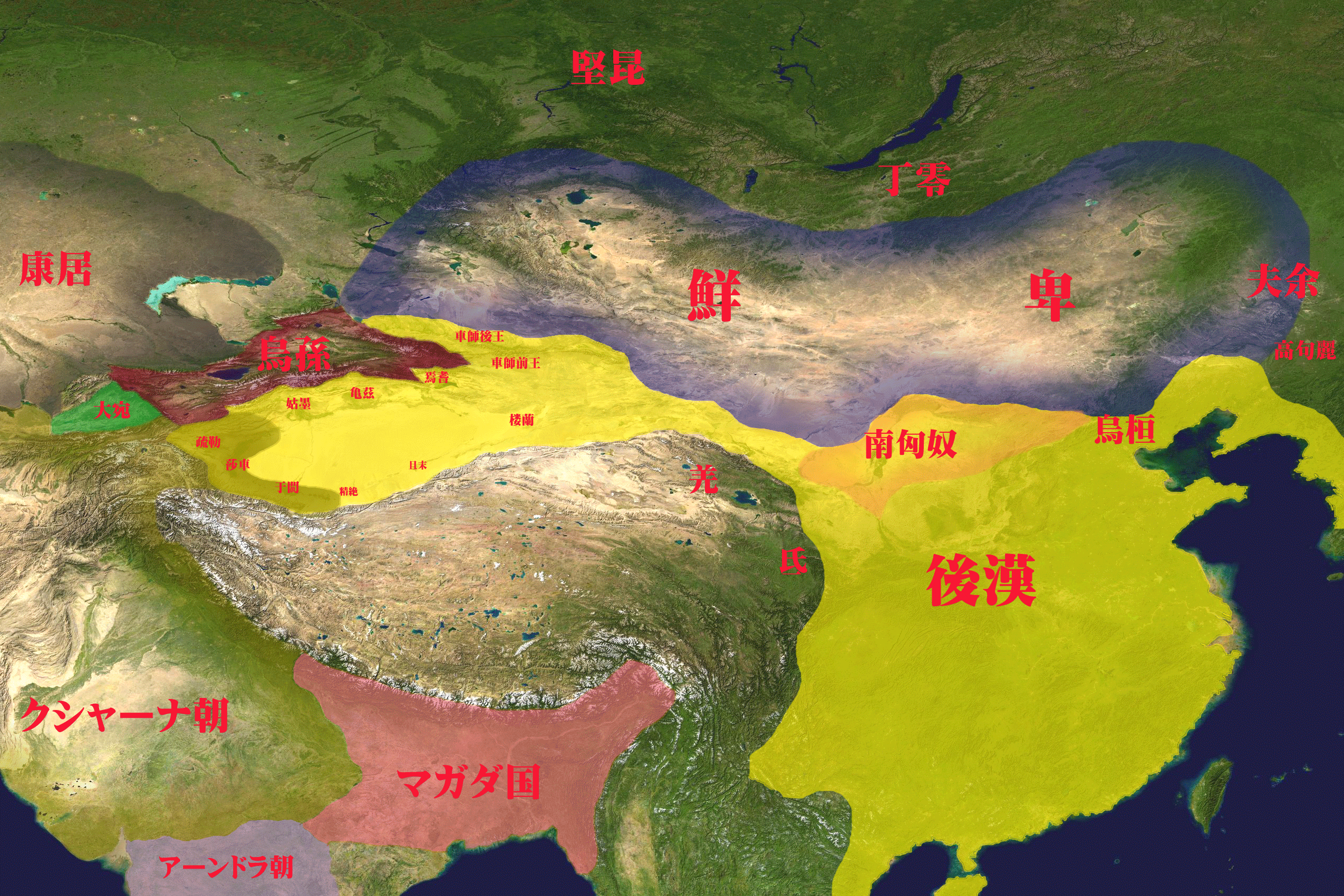
2世紀、鮮卑と南匈奴。

その後、北匈奴はしばしば漢の辺境を荒らしては漢と南匈奴に討たれたため、次第に衰退していった。章和元年（87年）、東胡の生き残りである鮮卑が北匈奴の左地（東部）に入って北匈奴は大敗し、優留単于を斬り殺された。更に飢饉・蝗害にも見舞わされ、多くの者が南匈奴へ流れていった。永元元年（89年）、南匈奴の休蘭尸逐侯鞮単于（在位：88年 - 93年）が北匈奴討伐を願い出たため、漢は征西大将軍の耿秉と車騎将軍の竇憲と共に北匈奴を討伐させ、北単于は稽落山の戦いで大敗した。翌永元2年（90年）、休蘭尸逐侯鞮単于は使匈奴中郎将の耿譚と共に北単于を襲撃し、その翌年（91年）にも右校尉の耿夔の遠征で北単于を敗走させたため、遂に北匈奴は行方知れずとなり、中華圏から姿を消した。

### 南匈奴の衰亡
残された南匈奴は漢に服属して辺境の守備に当たった。しかし、次第に配下の統制が利かなくなり、南単于の権威が弱くなっていった。時に匈奴のいなくなったモンゴル高原では東の鮮卑が台頭しており、その指導者である檀石槐は周辺諸族を次々と侵略していき、漢の北辺を脅かした。屠特若尸逐就単于（在位：172年 - 177年）は漢の護烏桓校尉や破鮮卑中郎将、使匈奴中郎将らと共に鮮卑に対抗したがまったく相手にならず、結局檀石槐の存命中は何もすることができなかった。その後の漢は動乱期に突入し、黄巾の乱やその他の戦乱に南匈奴も駆り出されることとなった。そんな中、内紛が起き、単于於夫羅（在位：188年 - 195年）は南匈奴から放逐され、流浪の末に漢の権力者である曹操の元に身を置いた。後継した南単于の呼廚泉（在位：195年 - ?年）も曹操によって鄴に抑留され、五分割された南匈奴は右賢王の去卑がまとめることになった。呼廚泉は後漢から魏、魏から晋への禅譲を直接目撃し、その即位式に参列することとなった。曹丕に禅譲を受けるよう勧めた『魏公卿上尊号奏』には、呼廚泉は「匈奴南単于臣泉」として名を連ねている。以降、南単于は魏・晋の庇護の元に存続したが、単于の位は既に名目上のものとなっており、実際の権威は左賢王に移っていた。やがて晋が八王の乱で疲弊すると、於夫羅の孫にあたる劉淵（在位：304年 - 310年）は大単于と号して晋から独立、国号を漢と定めた。やがて中華の君主号である皇帝を名乗るようになり、単于号は北方遊牧民族に対する単なる称号となった。

### 五胡十六国時代

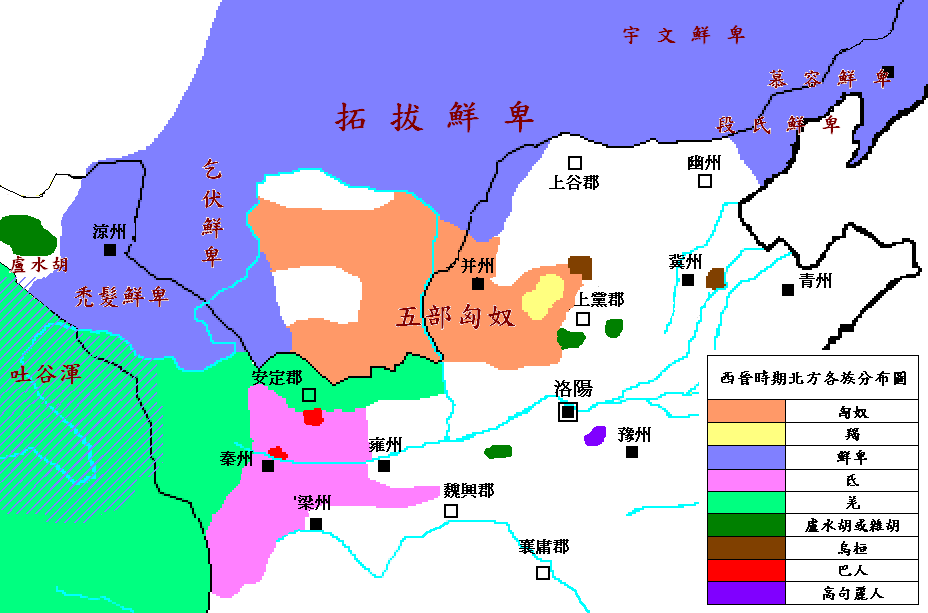
西晋時代の北方遊牧民族の領域

その後、劉聡（在位：310年 - 318年）の代になって西晋を滅ぼし（永嘉の乱）、五胡十六国時代へと突入する。劉曜（在位：318年 - 329年）の代に国号を趙（前趙）に改めた。これまで中原を制覇してきた前趙の政権は不安定であり、そうしているうちに配下の石勒が襄国で独立して後趙を建て、329年に前趙は滅ぼされてしまった。
一方、独孤部や鉄弗部といった匈奴系の部族は鮮卑拓跋部（拓跋氏）の建てた代のもとにあり、独孤部は代に臣従していたものの、鉄弗部に至っては叛服を繰り返していた。376年、前秦の宣昭帝は代を滅ぼしてその地を東西に分け、東を独孤部の劉庫仁に、西を鉄弗部の劉衛辰に統治させた。やがて拓跋珪が北魏を建てる（道武帝）と、独孤部はそれに附いたが、鉄弗部の赫連勃勃は対抗して夏を建てた。その後、夏は北魏と争ったが、吐谷渾の寝返りもあって431年に滅んだ。

### 北魏以降
古くから北魏に仕えていた独孤部は道武帝の「諸部解散」もあって部族として存在しなくなったが、北魏内で重要な役職に就くようになり、北朝・隋唐時代における名門貴族、劉氏、独孤氏となっていった。

### 新羅金氏の匈奴由来説
韓国では、新羅王族の金氏が匈奴から渡来してきたという説がある。

## 民族・言語系統

### 民族系統
そもそもの「匈奴」すなわち、単于氏族の攣鞮（れんてい）氏を中心とする屠各（とかく）種族と呼ばれる匈奴の中心種族の民族系統については、『晋書』四夷伝に「夏代の薰鬻、殷代の鬼方、周代の獫狁、漢代の匈奴」とあるように獫狁、葷粥と呼ばれる部族が匈奴の前身である可能性が高い。

### 言語系統
少なくとも漢語（中国語）ではなかったことは史書より知られるが、匈奴語がどの言語系統に属すかについては、今日まで長い間論争が繰り広げられており、未だに定説がない。18世紀から20世紀初頭のヨーロッパにおける匈奴研究の主眼は、匈奴が何系統の民族（言語）であるかを解明することにあった。例えば、イノストランツェフの『匈奴研究史』（1942年、蒙古研究叢書）に代表されるように、匈奴がアルタイ語派のうちモンゴル系かテュルク系、またはウラル語派のうちフィン系かサモエード系などと確定することが、当時の匈奴研究の最大の関心事であった。こうしたヨーロッパの研究を受けて日本でも白鳥庫吉、桑原隲蔵らが漢文史料に散見される匈奴語を抽出し、それらより匈奴の民族系統を探り当てることを研究の主眼としていた。

## 習俗・文化
匈奴は文字を持たないため、自身の記録を残していない。よって、遺物等の直接的な史料を除けば漢文史書を参考にするしかない。『史記』に「騎射を善くする」とあるように、匈奴には馬は欠かせない。遊牧民族であるため、戦になれば男は皆従軍するほか、女も軍事行動と共に移動する。特徴的なこととして「若くて強い者が重んじられ、老人は軽んじられる」という『史記』の記述があるが、先代単于の年老いた閼氏が尊重されていたことや、後代の突厥・モンゴルでは老人が尊重されていたことから判断して、儒教の倫理観と相反する事例を強調して匈奴を非難しているにすぎないという意見もある。

### 衣食住
主に動物の皮革製・毛氈（フェルト）製の衣類を着用し、騎馬民族には欠かせない胡服と呼ばれる袴（こ：ズボン）を履いていた。また、単于はフェルト製の幘（さく：帽子）を被っていたが、匈奴には特に階級に応じた冠や帯の服飾がなかった。
食物は主に肉類（牛、馬、羊、兎、鳥類、魚類）と酪（らく：ヨーグルトの類）を食す。牧畜と狩猟を生業とし、たびたび漢に侵入・略奪を行った。そこで匈奴が遊牧を専らとし、農耕は行っていなかったと考えられるが、近年の考古学調査の結果から、連れ去った漢人などの農耕民奴隷によるバイカル湖畔での農耕が確認されている。これにより、かつて匈奴が漢へ侵入略奪を行った際の奴隷や、戦で獲得した捕虜らが北方のバイカル湖畔において、匈奴のために農耕や手工業生産に従事させられていたことがわかった。この他にもタリム盆地のオアシス定住民に対しても、同様のことが行われ、匈奴人が肉類ばかりではなく、穀物も食べていた（もしくは売買していた）ことが分かる。
住居は固定した建造物ではなく、穹廬（きゅうろ：ゲル、パオ）と呼ばれる折り畳み式テントに住み、冬になると低地（キシュラック）に移動し、夏になると高地（ヤイラック）に移動して牧畜を行うトランスヒューマンス方式をとる。1920年代からブリヤート共和国でイヴォルガ遺跡の発掘が行われ、そこから漢人奴隷などのための固定型住居跡が見つかった。この他にも約20か所の集落遺跡、半地下式の住居址や城塞址、炉の址などが20世紀になって発掘された。

### 結婚
匈奴の婚姻において、攣鞮氏には特定の姻族がおり、貴種とされた呼衍氏、蘭氏、須卜氏がそれにあたる。これらの氏族は屠各種に属し、『晋書』四夷伝では他の種族と交わらないと記されている。また、漢より公主が嫁ぐと夫人として迎え、子が単于になれば、その閼氏となる。遊牧民における特徴的な風習として、夫に先立たれた妻はその夫の兄弟の妻となり、またその夫が先立てば再びその兄弟もしくは子の妻となる（レビラト婚）、「一家の長が亡くなると、その跡を継いだ子は自分の生母以外の父の妃達を受け継ぐ」という『史記』の記述がある。これについて匈奴の高官である中行説は「家系が失われるから」と答えている。

### 埋葬
『史記』匈奴列伝においては、「死者を棺と槨（かく：棺の外側の箱）に安置し、金銀や衣裘を副葬品とするが、封（「もりつち」）をしたり、樹を植えたり、喪服をすることもない。側近や寵愛された妾の殉死者は、多ければ数千百人にのぼる。」と記されている。封がないのは後の高車にも見られる風習である。
最盛期の王侯の墓はまだ発見されていないが、前述した通り壺衍鞮単于の代に烏桓により過去の匈奴の王墓が暴かれている。
他方、紀元前後に東匈奴が漢と和平状態にあった頃、もしくはその後に匈奴が一時盛り返した頃のものと思われる匈奴の王墓が、モンゴル国北部や、ブリヤート共和国南部で発見されている。ウランバートルの北方に位置するノイン・ウラ遺跡（ノヨン・オール）では二重の木槨が発見され、その内槨の底には毛氈（フェルト）が敷かれ、その上に枕木をして木棺を置いていた。副葬品には土器、銅器、玉器や木製品、染織品、漆器などが出土し、主に漢製の副葬品が多い。一方で銅鍑（どうふく）や、（鷲グリフィンのような）怪鳥がトナカイ（ヘラジカ）を襲う文様など、遊牧民文化特有のものも出土している。刺繍された角と翼を持つ獅子は漢の天禄・辟邪の影響であろうが、それは遠くアケメネス朝の獅子グリフィンに起源を持つ。ブリヤートでは、イリモヴァヤ・パヂ遺跡（Ilimovaya padi）で二重の木槨が発見され、ツァラーム遺跡（Tsaram）では紀元前1世紀～後1世紀に陪葬された遺体が発見された。これらにより紀元前後の匈奴の墓相がおおよそ判明した。これらの墳墓は“張り出し付き方墳”と呼ばれ、スキタイ族の墳墓クルガンとの類似点もあるとはいえ、その起源は未だ不明である。

### 刑法
刑の種類はだいたい3種類あり、死刑、軋（あつ）刑、家財没収がある。軋は、車で骨を引き砕くとも、刀で顔面を斬るともいわれる。匈奴の刑法については中行説が「法規は簡素で実行し易い」と言っているように、簡単であるが、厳格である。
- 死刑
  - 刀を1尺（約22～23センチ）抜いた者、傷害・殺人を犯した者
  - 不臣者、反逆者
  - 惰弱敗戦者
  - 集会不参加者
  - 逃亡者
- 軋刑
  - 小さい罪
- 家財没収
  - 窃盗（家畜など）[39]

### 宗教
宗教としてはシャーマニズム（薩満教）、上天信仰があり、年3回集まって大祭祀を開いた。シャーマニズムは後の鮮卑、高車、柔然、突厥にも見られる。

### 単于庭
匈奴単于の直轄地（単于庭）、すなわち都の位置について、『史記』や『漢書』では領国中央の「代郡、雲中郡の北」にあったとしており、内田吟風は情勢によって時折所在を変えており、非常時にはケルレン河畔に一時的に遷したが、原則的には、フフホト付近にあり、児単于（在位：紀元前105年 - 紀元前102年）以降はカラコルム付近にあったとしている。

## 政治体制
匈奴の大首長は単于と呼ばれる。単于の下には屠耆王（賢王）、谷蠡王、大将、大都尉、大当戸、骨都侯と呼ばれる官位があり、それぞれ左右に分かれて領土を統括した。諸大臣の官は世襲であり、呼衍氏、蘭氏、その後に須卜氏が加わり、この三姓が匈奴の貴種であった。左方の王や将たちは東方に住み、上谷郡から東の地域を管轄し、濊貊や朝鮮と境を接した。右方の王や将は西方に住み、上郡以西を管轄し、月氏、氐、羌の諸侯と境を接した。左右賢王と左右谷蠡王が最大の領土を持ち、左右骨都侯は政治を補佐した。左右賢王から当戸に至るまで、多い場合は1万騎、少ない場合は数千騎の兵を統率した。全部で24人の集団長があり、「万騎」という称号で呼ばれた。24人の集団長たちは、各自千人長、百人長、十人長を任命し、裨小王、相、封都尉、当戸、且渠などの役目を置いた。
毎年の正月（1月）に、各集団長は単于庭で小会議を開いて祭りを行い、5月には籠城で大会議を開き、彼らの祖先、天と地、神霊を祭った。秋に馬が肥えると、蹛林で大集会を開催し、人民と家畜の数を調べて課税した。新しい単于を選出する時も全体の集会によって決定される。

## 歴代単于
匈奴の単于は代々屠各種攣鞮氏の出身者によって世襲された。

### 統一時代
- 頭曼単于（頭曼、在位：? - 紀元前209年）
- 冒頓単于（冒頓、在位：紀元前209年 - 紀元前174年） - 頭曼の子
- 老上単于（稽粥、在位：紀元前174年 - 紀元前160年） - 冒頓の子
- 軍臣単于（軍臣、在位：紀元前160年 - 紀元前126年） - 老上単于の子
- 伊稚斜単于（伊稚斜、在位：紀元前126年 - 紀元前114年） - 老上単于の子、軍臣の弟
  - 右谷蠡王単于（名不明、在位：紀元前119年）
- 烏維単于（烏維、在位：紀元前114年 - 紀元前105年） - 伊稚斜の子
- 児単于（詹師廬、在位：紀元前105年 - 紀元前102年） - 烏維の子
- 呴犁湖単于（呴犁湖、在位：紀元前102年） - 伊稚斜の子、烏維の弟
- 且鞮侯単于（且鞮侯、在位：紀元前102年 - 紀元前96年） - 伊稚斜の子、呴犁湖の弟
- 狐鹿姑単于（名不明、在位：紀元前96年 - 紀元前85年） - 且鞮侯の子
- 壺衍鞮単于（名不明、在位：紀元前85年 - 紀元前68年） - 狐鹿姑単于の子
- 虚閭権渠単于（名不明、在位：紀元前68年 - 紀元前60年） - 壺衍鞮単于の子
- 握衍朐鞮単于（屠耆堂、在位：紀元前60年 - 紀元前58年） - 烏維の来孫

### 分裂時代
- 呼韓邪単于（東匈奴）（稽侯狦、在位：紀元前58年 - 紀元前31年） - 虚閭権渠単于の子
  - 屠耆単于（賢単于、薄胥堂、在位：紀元前58年 - 紀元前56年） - 握衍朐鞮単于の従兄
  - 呼掲単于（来、在位：紀元前57年） - 呼掲王
  - 車犁単于（名不明、在位：紀元前57年 - 紀元前56年） - 狐鹿姑単于の甥
  - 烏藉単于（名不明、在位：紀元前57年、紀元前56年）
  - 閏振単于（名不明、在位：紀元前56年 - 紀元前54年） - 屠耆単于の従弟
  - 郅支単于（西匈奴）（呼屠吾斯、在位：紀元前56年 - 紀元前36年） - 虚閭権渠単于の子、呼韓邪単于の兄
  - 伊利目単于（名不明、在位：紀元前49年） - 屠耆単于の小弟

### 再統一時代
- 復株累若鞮単于（雕陶莫皋、在位：紀元前31年 - 紀元前20年） - 呼韓邪単于の子
- 捜諧若鞮単于（且麋胥、在位：紀元前20年 - 紀元前12年） - 呼韓邪単于の子、復株累若鞮単于の弟
- 車牙若鞮単于（且莫車、在位：紀元前12年 - 紀元前8年） - 呼韓邪単于の子、捜諧若鞮単于の弟
- 烏珠留若鞮単于（嚢知牙斯、知、在位：紀元前8年 - 後13年） - 呼韓邪単于の子、車牙若鞮単于の弟
- 烏累若鞮単于（咸、在位：13年 - 18年） - 呼韓邪単于の子、烏珠留若鞮単于の弟
- 呼都而尸道皋若鞮単于（輿、在位：18年 - 46年） - 呼韓邪単于の子、烏累若鞮単于の弟
- 烏達鞮侯単于（烏達鞮侯、在位：46年） - 呼都而尸道皋若鞮単于の子

### 王莽に冊立された単于
- 孝単于（咸、在位：11年 - 13年） - 烏累若鞮単于
- 順単于（助、在位：11年） - 烏累若鞮単于の子
- 順単于（登、在位：11年 - 12年） - 烏累若鞮単于の子、助の弟
- 須卜単于（当、在位：18年 - 21年） - 須卜氏の右骨都侯

### 北匈奴
1. 蒲奴単于（蒲奴、在位：46年 - ?） - 呼都而尸道皋若鞮単于の子、烏達鞮侯の弟
2. 優留単于（優留、在位：? - 87年）
3. 北単于（名不明、在位：88年 - ?） - 優留の異母兄、右賢王
  - 於除鞬単于（於除鞬、在位：91年 - 93年） - 北単于の弟